# Macrobunus madrynensis
Espèce
Synonymes
- Cicurina madrynensis Tullgren, 1901

Macrobunus madrynensis est une espèce d'araignées aranéomorphes de la famille des Macrobunidae.

## Distribution
Cette espèce est endémique d'Argentine. Elle se rencontre dans les provinces de Chubut et de Río Negro.

## Description
La femelle holotype mesure 7,4 mm.
La femelle décrite par Roth en 1967 mesure 6,7 mm.

## Systématique et taxinomie
Cette espèce a été décrite sous le protonyme Cicurina madrynensis par Tullgren en 1901. Elle est placée dans le genre Olybrius par Roth en 1967 puis dans le genre Macrobunus par Lehtinen en 1967.

## Étymologie
Son nom d'espèce, composé de madryn et du suffixe latin -ensis, « qui vit dans, qui habite », lui a été donné en référence au lieu de sa découverte, Puerto Madryn.

## Publication originale
- Tullgren, 1901 : « Contribution to the knowledge of the spider fauna of the Magellan Territories. » Svenska Expeditionen till Magellansländerna, vol. 2, no 10, p. 181-263.